# 京丹後警察署

京丹後警察署（きょうたんごけいさつしょ）は、京都府京丹後市峰山町にある警察署。京都府警察が管轄する。

## 所在地
- 京都府京丹後市峰山町長岡469番地1

## 管轄区域
- 京丹後市

## 沿革
- 2005年（平成17年）4月1日 - 網野警察署と久美浜警察署を廃止して峰山警察署に統合。峰山警察署から京丹後警察署に改称し、旧2警察署を網野交番と久美浜交番（警部交番）とした。

## 内部組織
- 会計課 - 会計係
- 警務課 - 警務係、留置管理係、犯罪被害者支援係、広聴・相談係
- 生活安全課 - 生活安全係
- 地域課 - 地域第一係、地域第二係、地域第三係、地域管理係
- 刑事課 - 捜査管理係、強行・盗犯係、知能・組織犯罪対策係
- 交通課 - 交通指導係、交通事故捜査係
- 警備課 - 警備係

## 大型交番
（ ）の中は所在地。
- 網野交番（京丹後市網野町網野236）
- 久美浜交番（京丹後市久美浜町3424-1）

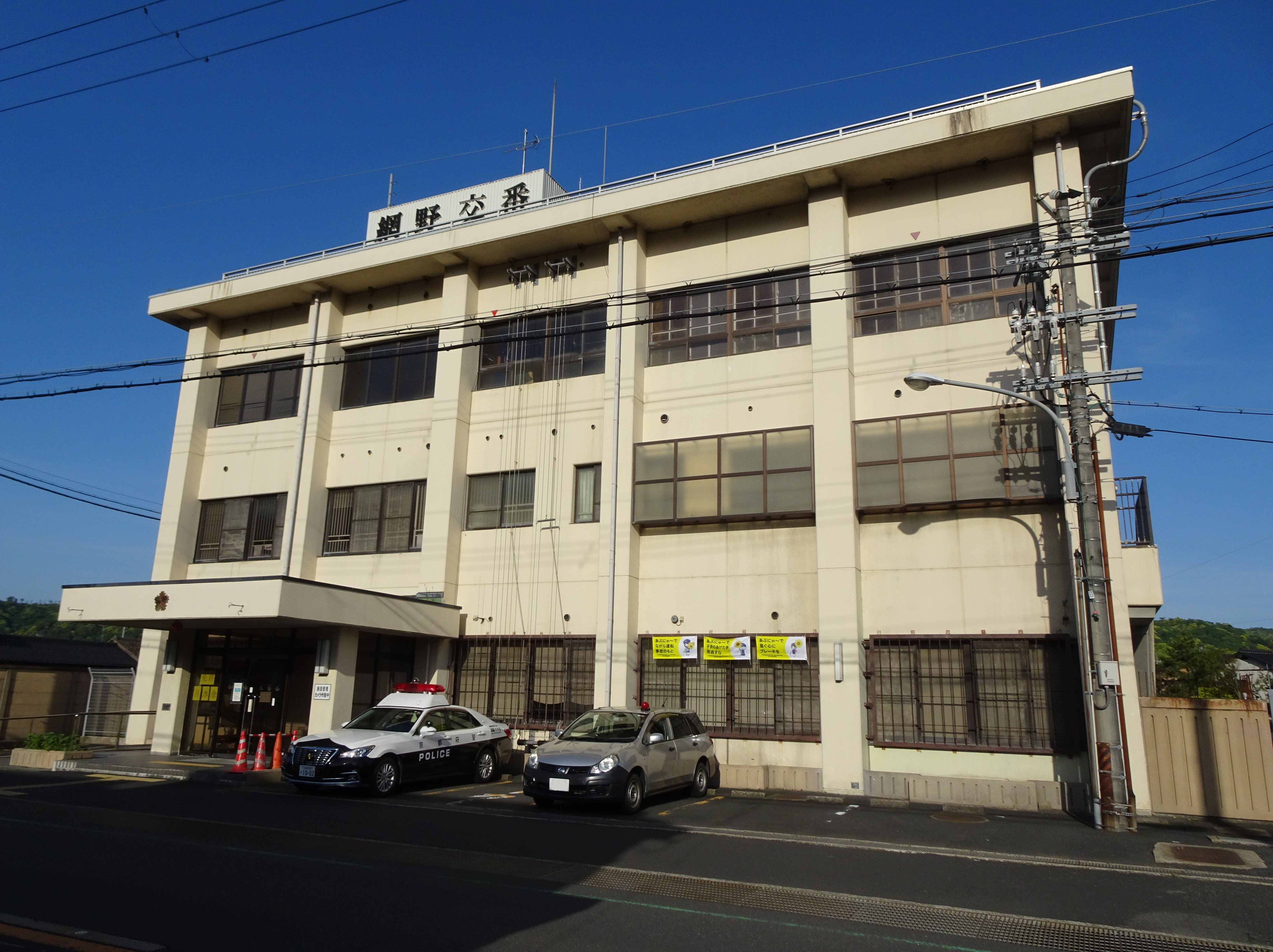
網野交番（旧網野警察署庁舎）
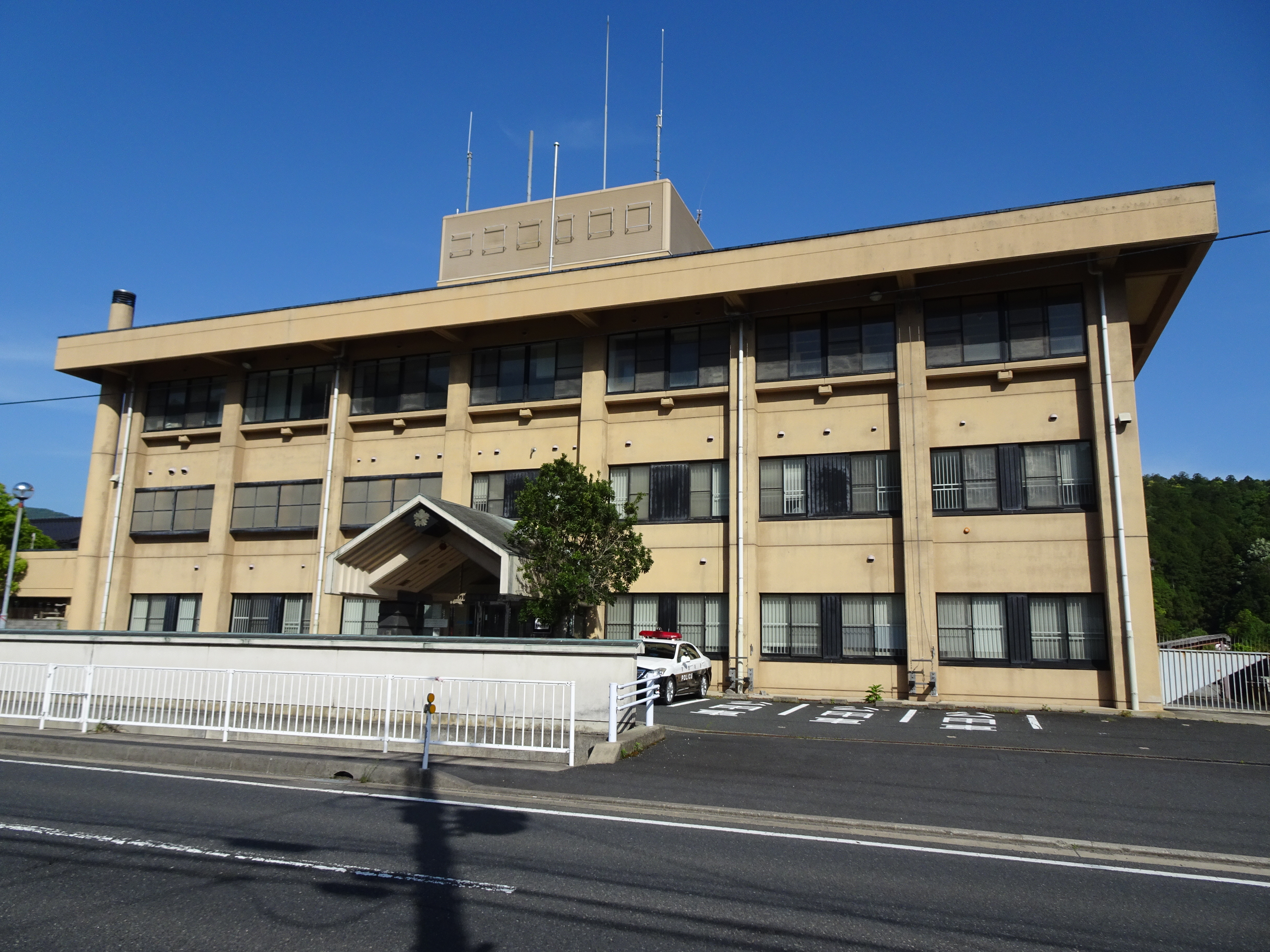
久美浜交番（旧久美浜警察署庁舎）

## 交番
- 署所在地（京丹後警察署内）
- 峰山交番（京丹後市峰山町杉谷889-1・2合地）

## 駐在所
（ ）の中は所在地。
- 宇川駐在所（京丹後市丹後町久僧1043-9）
- 大宮駐在所（京丹後市大宮町口大野1184-4）
- 海部駐在所（京丹後市久美浜町橋爪671-1）
- 川上駐在所（京丹後市久美浜町金谷933）
- 神野駐在所（京丹後市久美浜町浦明1277）
- 橘駐在所（京丹後市網野町木津262-2）
- 黒部駐在所（京丹後市弥栄町黒部3035-1）
- 郷駐在所（京丹後市網野町郷35）
- 河辺駐在所（京丹後市大宮町河辺2344-2）
- 五箇駐在所（京丹後市峰山町五箇46）
- 佐濃駐在所（京丹後市久美浜町佐野1）
- 島津駐在所（京丹後市網野町島津1238-12）
- 丹後駐在所（京丹後市丹後町間人2380）
- 丹波駐在所（京丹後市峰山町丹波566）
- 常吉駐在所（京丹後市大宮町下常吉71-3）
- 豊栄駐在所（京丹後市丹後町成願寺953）
- 三重駐在所（京丹後市大宮町三重1436-2）
- 湊駐在所（京丹後市久美浜町湊宮1657）
- 弥栄駐在所（京丹後市弥栄町和田野971-8）

## 警備派出所
- 丹後町警備派出所（京丹後市丹後町上野105-1）